# Nicola Bombacci
Nicolò Bombacci, detto anche Nicola o Nicolino (Civitella di Romagna, 24 ottobre 1879 – Dongo, 28 aprile 1945), è stato un politico e rivoluzionario italiano della prima metà del XX secolo.
Dirigente socialista durante la prima guerra mondiale e il primo dopoguerra, entusiasmato da Lenin e dalla rivoluzione d'ottobre, fu nel 1921 uno dei fondatori del Partito Comunista d'Italia, assieme ad Amadeo Bordiga, Bruno Fortichiari, Umberto Terracini, Onorato Damen ed Antonio Gramsci. In quegli anni egli, sebbene fosse amico di Benito Mussolini, era uno degli avversari politici più temuti e odiati dai fascisti più conservatori e reazionari, in quanto aveva una fama molto legata al passato comunista, ed era un personaggio popolare ed idolatrato con passione dai fascisti più vicini al sansepolcrismo.
Dopo l'instaurazione della dittatura fascista rimase in Italia e negli anni trenta si avvicinò al Regime in maniera indipendente, dirigendo la rivista La Verità. Partecipò alla creazione della Repubblica Sociale Italiana (RSI), convinto che la socializzazione dell'economia fosse la realizzazione della rivoluzione in favore dei lavoratori. Venne catturato dai partigiani alla fine della seconda guerra mondiale insieme al Duce e fucilato a Dongo assieme ad Alessandro Pavolini nell'aprile del 1945.

## Gli anni socialisti (1879-1920)
Nicola Bombacci nacque in una frazione del Comune di Civitella di Romagna, in provincia di Forlì, il 24 ottobre 1879. La famiglia di Bombacci viveva coltivando un terreno di proprietà della parrocchia di don Nicolò Ghini, da cui Bombacci prese di fatto il suo nome proprio. Ancora bambino, si trasferì con la famiglia a Meldola, centro di rilievo nella bassa valle del Bidente, dove concluse la scuola elementare e dove la famiglia rimarrà a vivere. Nel 1895 venne iscritto al seminario di Forlì.
A seguito dell'abbandono del seminario a causa di motivi di salute continuò gli studi all'età di ventuno anni, presso il collegio "Giosuè Carducci" di Forlimpopoli, per diventare maestro elementare. Fu iscritto alla classe III, la stessa in cui c'era Benito Mussolini, più giovane di quattro anni. Si diplomò nel 1901. È in questo periodo che Bombacci si avvicinò al movimento socialista.
Il lavoro di insegnante, iniziato con piccoli incarichi nella provincia di Reggio Emilia, lo vide impegnato nel primo ruolo significativo a Villa Santina, in provincia di Udine nel 1904-1905. L'anno seguente ritornò in Emilia, a Baricella. In questo periodo sposò Erissene Focaccia, anche lei maestra. Nel 1906 la famiglia si trasferì a Cadelbosco di Sopra, in provincia di Reggio Emilia, dove trascorse un periodo di ristrettezze economiche prima di vedersi assegnati degli incarichi di supplenza prima a Villa Argine, poi a Cadelbosco di Sotto. Dal 1907 gli venne assegnata la cattedra a Monticelli d'Ongina, un comune del piacentino.
Nel 1909 abbandonò l'insegnamento per dedicarsi alla politica. Divenne attivo nel mondo sindacale in varie zone e città, operando tra Crema, Piacenza e Cesena dove, nel 1910, l'incarico di segretario della federazione socialista e la direzione del settimanale Il Cuneo, cogliendo l'opportunità di ritornare in attività vicino a Meldola, dove ancora viveva la sua famiglia. Nel 1911 fu membro del Consiglio Nazionale della Confederazione Generale del Lavoro (CGdL).
Nel maggio di quello stesso anno, Bombacci rassegnò le dimissioni dalla federazione di Cesena. Nei mesi seguenti, si ritirò dall'attività politica, per poi tornarvi nel novembre del 1911, come segretario della Camera del Lavoro di Modena.

Mussolini ai tempi della direzione dell'Avanti! (1912-1914)

A Modena, durante la prima guerra mondiale, ebbe il suo trampolino di lancio divenendo il leader indiscusso del socialismo locale, tanto che lo stesso Mussolini (che lo conosceva sin dai tempi del collegio a Forlimpopoli, quando entrambi erano studenti) lo definì "il Kaiser di Modena". Tra le guerre balcaniche e la rivoluzione russa fu contemporaneamente segretario della Camera del Lavoro, segretario della Federazione socialista provinciale modenese e direttore del periodico socialista Il Domani.
Nel luglio 1917 Bombacci venne nominato membro della Direzione e vicesegretario del Partito Socialista Italiano (PSI), affiancando il segretario Costantino Lazzari nella redazione delle famose circolari dirette alle sezioni del partito e il direttore del periodico socialista Giacinto Menotti Serrati nell'opera di conquista del movimento operaio da parte della corrente socialista massimalista.
Nel 1918, con gli arresti di Lazzari nel gennaio e di Serrati nel maggio, rimase praticamente solo alla guida del partito. Egli stesso fu arrestato per "disfattismo" a gennaio e processato a piede libero, fino al successivo arresto del 31 ottobre 1918 e rilasciato il 20 novembre. Fautore di una politica fortemente antiriformista, centralizzò e verticalizzò tutto il socialismo italiano: le federazioni provinciali del partito e il Gruppo Parlamentare Socialista (GPS) diventarono dipendenti direttamente dalla Direzione del PSI, alla quale si collegavano anche le organizzazioni sindacali e cooperativistiche rosse.

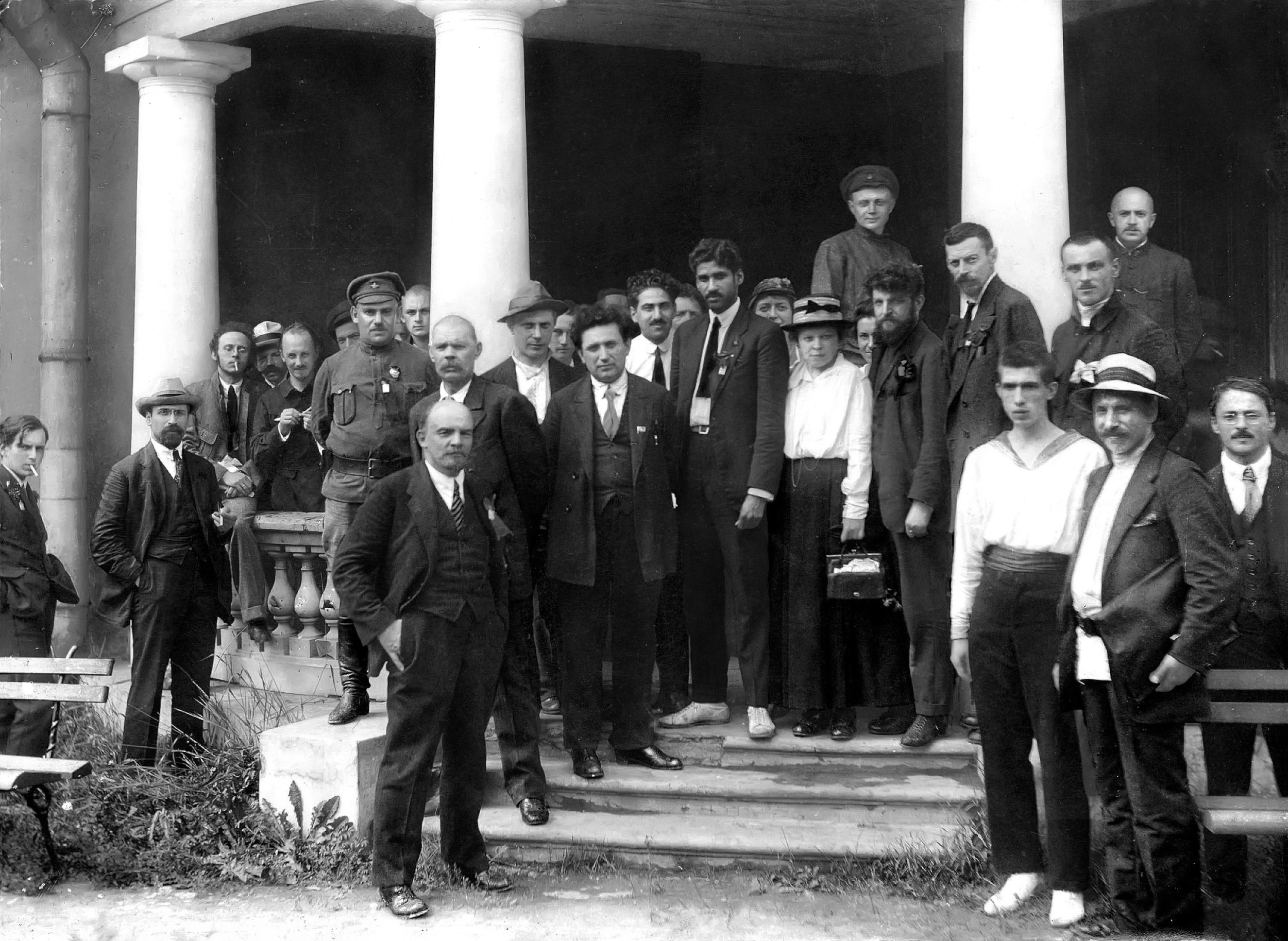
Bombacci (in seconda fila, terzo da destra) tra i delegati del II Congresso dell'Internazionale Comunista, tra cui Lenin, 1920

Nell'ottobre 1919 redasse con Serrati, Gennari e Salvadori il programma della frazione massimalista, vincente al XVI Congresso Nazionale del Partito Socialista Italiano (Bologna, 5-8 ottobre 1919): eletto segretario del Partito (11 ottobre 1919) e, il mese seguente, nelle prime elezioni politiche generali del dopoguerra (16 novembre 1919) deputato alla Camera nella circoscrizione di Bologna con oltre centomila voti fu una delle figure più potenti e visibili del socialismo massimalista nel biennio rosso.
Nel gennaio 1920 presentò un progetto di costituzione dei Soviet in Italia, che ottenne pochi consensi e molte critiche, contribuendo però ad aprire un acceso dibattito teorico sulla stampa di partito. La non accettazione della proposta di costituzione dei Soviet portò Bombacci, il 25 febbraio 1920, a cedere la carica di segretario del Psi a Egidio Gennari. In aprile, fu il primo socialista italiano a incontrare dei rappresentanti bolscevichi a Copenaghen, mentre in estate fu uno dei membri della delegazione italiana che andò nella Russia sovietica, partecipando anche al II Congresso dell'Internazionale Comunista.
Fondatore nell'autunno della Frazione comunista insieme ad Antonio Gramsci, Amadeo Bordiga, Egidio Gennari e Antonio Graziadei, oltre che direttore del periodico Il Comunista, al XVII Congresso Nazionale del PSI (Livorno, 15-21 gennaio 1921) optò decisamente per la scissione e fu uno dei fondatori del Partito Comunista d'Italia, Sezione Italiana della III Internazionale (PCd'I), nel quale divenne membro del Comitato Centrale.

## Gli anni comunisti (1921-1927)

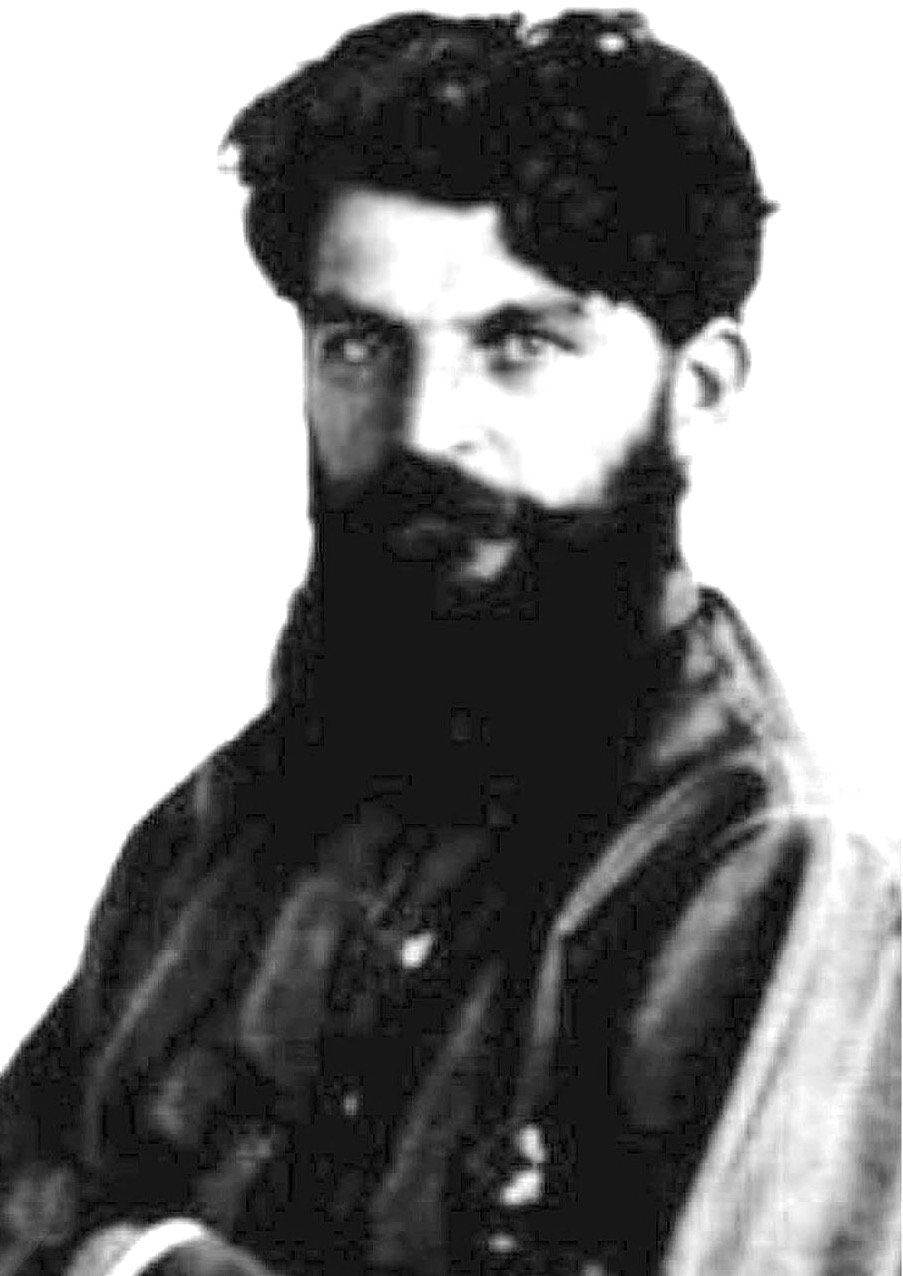
Un'immagine giovanile di Bombacci

Rieletto deputato nelle elezioni politiche generali della primavera del 1921 nella circoscrizione di Trieste, Bombacci, non avendo una sua corrente nel nuovo partito, si trovò piuttosto isolato rispetto al gruppo ordinovista di Gramsci, Togliatti, Terracini e Tasca e agli astensionisti di Bordiga. Si situò nell'ala destra del PCd'I con Francesco Misiano, propenso a un riavvicinamento coi massimalisti e contrario al partito settario e ideologizzato voluto dal Bordiga.
Fu presto estromesso dai centri direttivi comunisti, cominciando dal Comitato Centrale del Partito. La polemica arrivò fino alle alte sfere sovietiche nel novembre 1923, quando il Comitato Esecutivo del PCd'I ne decise unilateralmente l'espulsione senza consultare l'Internazionale Comunista. Si accusava Bombacci, allora segretario del Gruppo Parlamentare Comunista, di aver fatto riferimento a una possibile unione delle due rivoluzioni - quella bolscevica e quella fascista - in un intervento alla Camera dei deputati il 30 novembre 1923. Semplicemente, su indicazione dell'ambasciatore russo in Italia, Jordanskij, aveva prospettato un trattato economico italo-russo, fortemente voluto dal Cremlino.
Nel gennaio del 1924 Bombacci terminò il mandato parlamentare alla Camera, e fu richiamato a Mosca, dove rappresentò la delegazione italiana ai funerali di Lenin: Grigorij Zinov'ev ne decise il reintegro nel PCd'I.
Al suo ritorno in Italia, Bombacci iniziò a lavorare all'Ambasciata russa a Roma, al servizio del commercio e della diplomazia sovietica. Nel 1925 fondò la rivista L'Italo-Russa, poi un'omonima società di import-export, che ebbero entrambe vita breve.
Il suo distacco dal Partito divenne palese: nel 1927 i dirigenti comunisti in esilio ne decretarono l'espulsione definitiva. La sua espulsione fu sancita con uno scarno comunicato su un numero de l'Unità: "Nicola Bombacci è espulso dal partito comunista d'Italia per indegnità politica".

## L'inattività politica e l'avvicinamento al fascismo

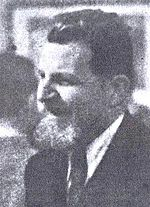
Nicola Bombacci

Negli "anni del silenzio", Bombacci continuò a vivere a Roma con la famiglia, mentre la collaborazione con l'Ambasciata sovietica sembra che non si prolungò più in là del 1930. Date le gravi condizioni economiche e le gravi condizioni di salute del figlio Wladimiro, il Duce gli concesse alcune sovvenzioni in denaro per le cure del figlio e gli trovò un impiego all'Istituto internazionale per la cinematografia educativa della Società delle Nazioni a Roma.
Dal 1933 Bombacci si avvicinò poco a poco sempre più chiaramente al fascismo, tanto che con il 1935 si può parlare di una vera e propria adesione. Mussolini, all'inizio del 1936, gli concesse di fondare La Verità (da Pravda), una rivista politica finanziata dal ministero della cultura popolare con una tiratura iniziale di 25 000 copie e allineata sulle posizioni del regime, che, a parte alcune interruzioni dovute all'opposizione del fascismo intransigente di gerarchi come Roberto Farinacci e Achille Starace, durò fino al luglio del 1943.
(La Verità, 6 aprile 1936)
Al progetto collaborarono svariati altri ex-socialisti come Alberto e Mario Malatesta, Ezio Riboldi, Arturo Labriola, Walter Mocchi, Giovanni e Renato Bitelli ed Angelo Scucchia.

### L'adesione alla RSI
(15 marzo 1945 a Genova, discorso rivolto alle camicie nere)

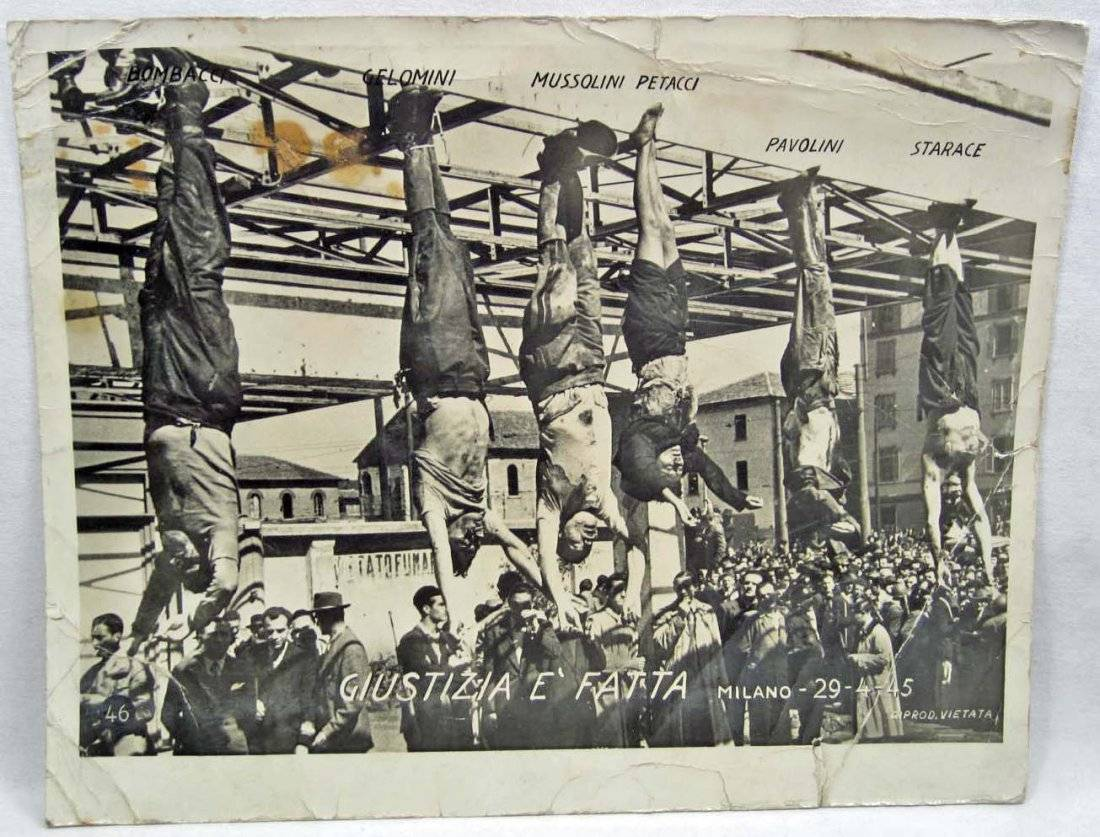
Il corpo di Bombacci (a sinistra) appeso per i piedi a Piazzale Loreto, Milano 1945.

Dopo la caduta del regime fascista il 25 luglio 1943 e, in settembre, la liberazione di Mussolini dal Gran Sasso e la creazione della Repubblica Sociale Italiana (RSI), Bombacci decise volontariamente di recarsi a Salò, dove divenne una sorta di consigliere di Mussolini. Negli ultimi mesi di guerra (settembre 1944 - marzo 1945) non smise di sostenere la causa del fascismo come unica vera rivoluzione e realizzazione del trionfo del lavoro, dando conferenze e facendo comizi tra gli operai nelle piazze del Nord della penisola.
Da allora l'ex-fondatore del Partito Comunista d'Italia ebbe più spazio e visibilità e decise di dedicarsi anima e corpo al fascismo con la sua innata capacità oratoria e la sua vicinanza alle classi lavoratrici: pubblicò alcuni opuscoli sui pericoli del bolscevismo e la degenerazione staliniana dei principi comunisti, e partecipò al Congresso di Verona. Proprio a Bombacci si attribuisce il progetto di socializzazione delle imprese e dei mezzi di produzione, notevolmente propagandato dal fascismo repubblicano e approvato dal consiglio dei ministri della RSI nel febbraio del 1944, ma boicottato (di nascosto) dagli industriali e fortemente osteggiato dai comunisti: gli operai risposero con gli scioperi. Finì addirittura in farsa quando si trattò di votare per i consigli di gestione, in cui furono fatti votare nomi di personaggi celebri come Henry Ford o Greta Garbo.

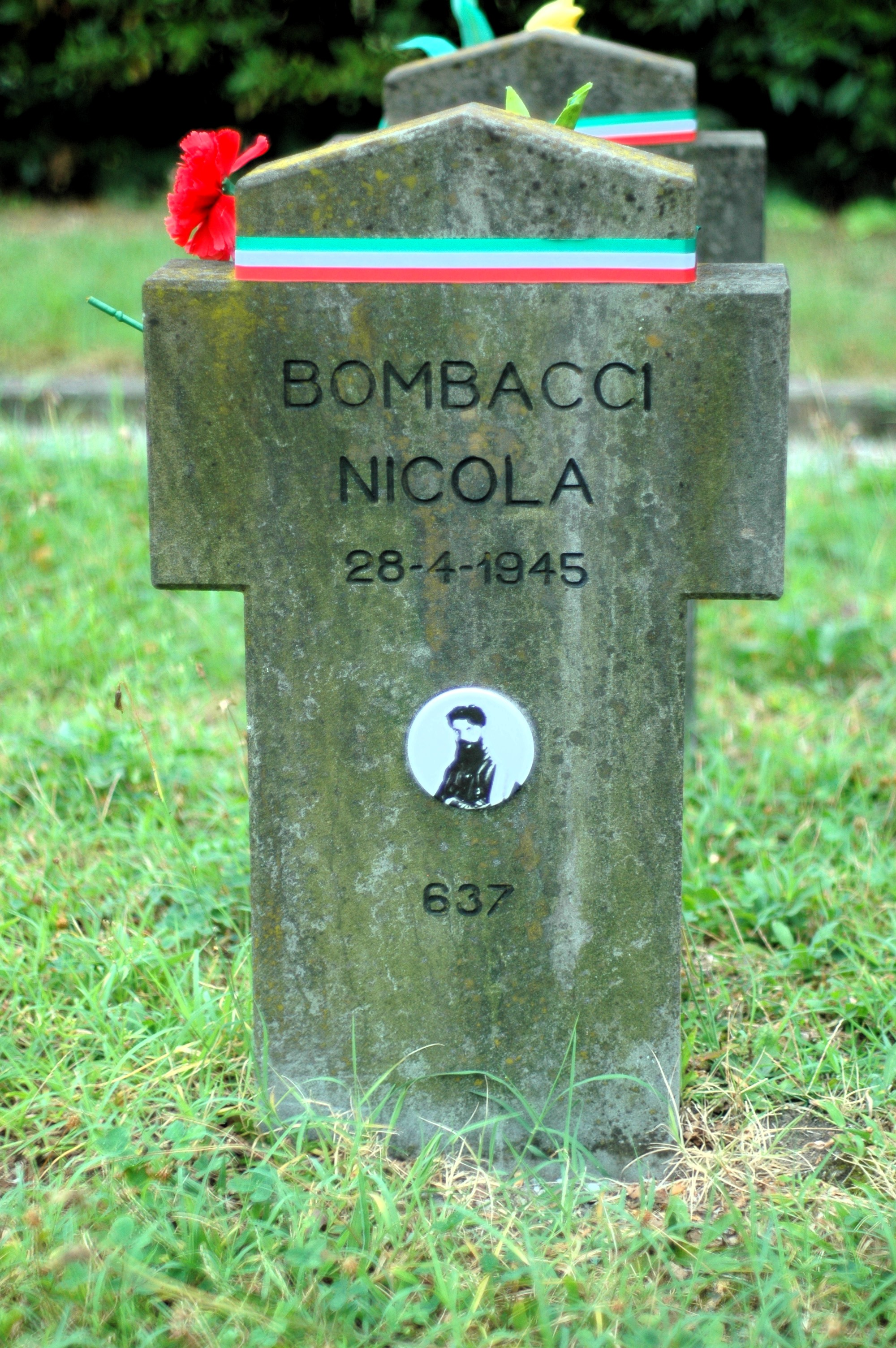
Tomba di Nicola Bombacci nel Campo X del Cimitero Maggiore di Milano

Bombacci, che aveva 65 anni, rimase al fianco di Mussolini fino all'ultimo momento: i partigiani lo catturarono sul lago di Como, nella stessa vettura del duce, e lo fucilarono insieme ad altri gerarchi fascisti, quali Alessandro Pavolini e Ferdinando Mezzasoma, a Dongo sulle rive del lago il 28 aprile 1945 (Mussolini morì invece a Giulino di Mezzegra). Le sue ultime parole furono, appena prima di essere fucilato: "Viva l'Italia! Viva il Socialismo!" o forse "Viva Mussolini! Viva il Socialismo!", gridate al plotone d'esecuzione; di certo, nelle due versioni, vi è il fatto che la sua ultima frase inneggiò al socialismo. La mattina del 29 aprile lo appesero per i piedi al distributore di benzina di Piazzale Loreto, a Milano, insieme a Benito Mussolini, Claretta Petacci e alcuni gerarchi fascisti; nel documento attestante la fucilazione sotto il suo nome vi era la scritta a mano "Supertraditore".

## Opere
- Per la Costituzione dei Soviet. Relazione presentata al Congresso Nazionale, Pistoia, Tipografia F.lli Cialdini, 1920.
- Le vere memorie di Nicola Bombacci, come Frièland, Bologna, Cooperativa Grafica fra ex combattenti, 1923.
- Il mio pensiero sul bolscevismo, Roma, La Verità, 1941.
- I contadini nella Russia di Stalin, Roma, Novissima, 1942.
- Lavoratori ascoltate. Questo è il bolscevismo, Roma, s.n., 1942.
- Paradiso o inferno? Vita quotidiana nell'U.R.S.S., Roma, La Verità, 1942.
- I contadini nell'Italia di Mussolini, Roma, s.n., 1943.
- Dove va la Russia? (Dal comunismo al panslavismo), Padova, Minerva, 1944.
- Questo è il comunismo, Venezia, Casa ed. delle Edizioni popolari, 1944.